# Мартенсраде
Мартенсраде (нім. Martensrade) — громада в Німеччині, розташована в землі Шлезвіг-Гольштейн. Входить до складу району Плен. Складова частина об'єднання громад Зелент/Шлезен.
Площа — 19,53 км2. Населення становить 979 ос. (станом на 31 грудня 2020).